# やさい.tv
やさい.tv（やさいテレビ）は、LaLa TVと東京MXテレビ（TOKYO MX）で毎週木曜日の14:00～14:59に放送されていた、野菜に関する情報番組。

## 概要
MCは大桃美代子・佐藤弘道・仲田健一、レギュラーゲストは野菜ソムリエの小林かおる・篠田彩子。
毎回旬の野菜をテーマに挙げて、栄養から保存方法、簡単な調理方法を実演しながらわかりやすく伝える。
野菜にまつわるゲストを迎えるトークコーナー、なんでもやさいランキング！、ケンちゃんのぶらりお野菜の旅などのコーナーもあり、知識とバラエティに富んだ内容となっている。